# Black Hawk County
Black Hawk County är ett administrativt område i delstaten Iowa, USA, med 131 090 invånare. Den administrativa huvudorten (county seat) är Waterloo.

## Geografi
Enligt United States Census Bureau har countyt en total area på 1 481 km². 1 469 km² av den arean är land och 13 km² är vatten.

### Angränsande countyn
- Bremer County - nord
- Buchanan County - öst
- Benton County - sydost
- Tama County - sydväst
- Grundy County - väst
- Butler County - nordväst
- Fayette County - nordost

### Orter
- Cedar Falls
- Hudson